# 唐尤淑圻
唐尤淑圻，JP（1927年—），香港企业家唐翔千的原配。

## 生平
香港2011年特首候選人唐英年的母親。唐尤淑圻曾捐款給希望工程，又是香港女童軍組織名譽會長。

## 外部連結
- 唐英年媽媽尤淑圻明哲保身